# Kajak
A kajak egy kis méretű, keskeny hajótesttel rendelkező, emberi erővel hajtott hajó, amelynek hagyományosan zárt fedélzete (deck) és egy vagy több beülője van. Minden beülőben egy kajakos evez egy kéttollú evezővel. A beülőket esetenként hullámköténnyel fedik, hogy megóvják a kajakost a beázástól, vagy versenyhelyzetben az aerodinamikát javítsák. A hullámkötény teszi lehetővé azt is, hogy egy borulás esetén a kajakos vissza tudjon fordulni az eredeti állapotba, hiszen a hullámkötény miatt nem megy tele a hajótest vízzel és a kajakozó nem kerül ki a hajóból. A kajak szó a grönlandi qajaq szóból ered, jelentése azonos a magyarral.
Kajakot először eszkimó, aleut és ainuk vadászok használtak Északkelet-Ázsia, Észak-Amerika és Grönland sarkkör közeli vidékein. Napjainkban népszerű szabadidős sporteszköz, melynek versenyein Magyarország sportolói rendre kimagasló eredményeket érnek el.

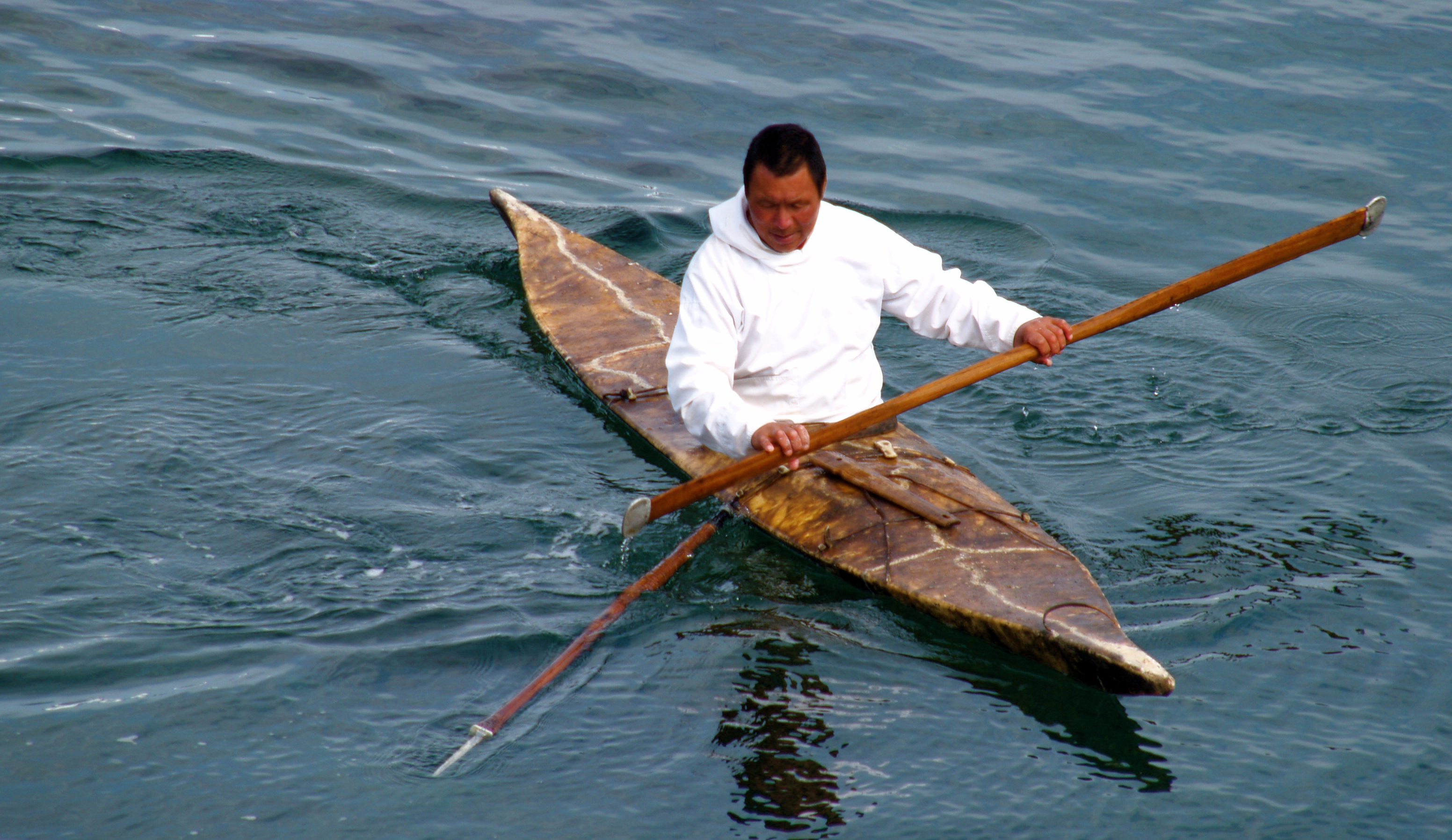
Inuit fókavadász egy kajakban, szigonnyal felfegyverkezve

Bizonyos kajaktípusok eltérnek a hagyományos kialakítású kajakoktól. Az úgy nevezett sit-on-top, vagy más néven ráülős kajakoknál a beülő rész helyett a kajakos a hajótestben kialakított mélyedésben foglal helyet. Egyes kajaktípusokon megtalálható a kormánylapát is, amely az iránytartást segíti.

## Története

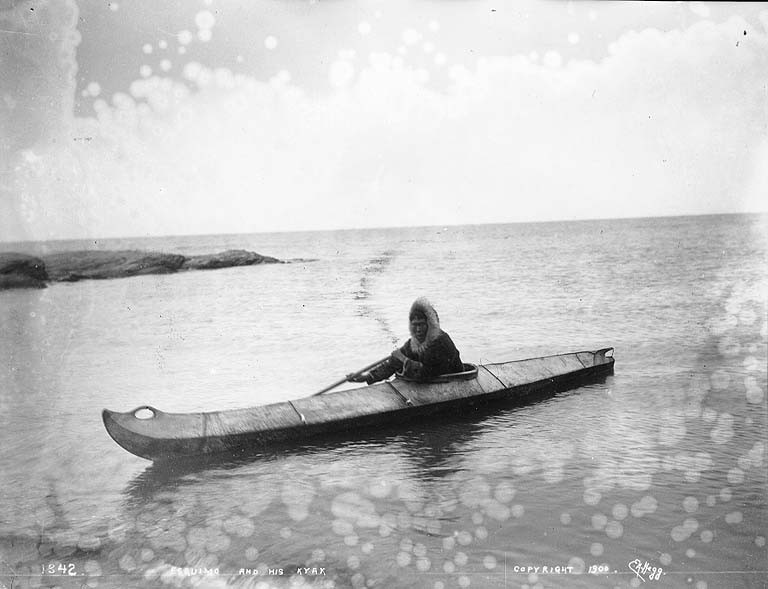
Egy eszkimó a kajakjában 1900-ban

A kajakokat első alkalommal az inuit yupi népcsoport és az aleut népcsoport kezdte el alkalmazni. Hajóikat tavakon, folyókon és a part menti vizeken használták a Jeges-tenger és a Bering-tenger vidékén, valamint a Csendes-óceán északi vizein. Az első kajakokat még fókabőrrel bevont, favázas, vagy bálnacsontokból felépülő szerkezettel készítették. A nyugat-alaszkai eszkimók inkább a favázas kajakokat, míg a keleten élő inuitok a bálnacsontokból készülő felépítményt részesítették előnyben, mivel arrafelé kevesebb volt a partközeli erdőség. A legrégebbi, 1577-ből fennmaradt kajakot Münchenben az Öt Kontinens Múzeum etnológiai részén az észak-amerikai részlegen őrzik.
Az őslakosok számos hajótípust építettek, melyeket különböző célokra használtak. Az aleutok az úgy nevezett baidarkát, vagy más néven tengeri kajakot használták, mely lehetett fedett. Ezt főleg tengeri vadászatokon alkalmazták. A másik típusa viszont nyitott volt, melyben árukat szállítottak. Az umiak egy nyitott, nagy méretű tengeri kenu, melyet ennek ellenére a kajakok közé sorolnak. Fókabőr borítással rendelkezett és egy tollú evezőlapáttal hajtották, általában többen.
Az őslakos hajóépítők saját tapasztalataik alapján, illetve a szájhagyomány útján elterjedt építési módok mentén építették hajóikat. A kajak szó jelentése a férfi csónakja, vagy a vadász hajója. A régebbi kajakokat a használóik készítették és ebből kifolyólag főleg személyes vízi járművek voltak. A fókabőröket a vadászok feleségei varrták össze. A hajók mérete az iránytartás és a manőverezhetőség érdekében a legmegfelelőbben volt kialakítva. A tuilik nevű védőruházatot viselték a vízpermet és a hullámok kivédésére. Ez a ruha megvédte viselőjét attól, hogy átázzon, illetve a víz bejusson a hajótestbe. Az úgynevezett eszkimó fordulót is ez az öltözék tette lehetővé. Az eszkimó forduló során a hajótest hosszanti tengelye körül 180 fokkal elfordul, azaz a kajakos beleborul a vízbe és fejjel lefelé találja magát. Ekkor a csípőjét ügyesen mozdítva, valamint felsőtestét és/vagy az evezőjét használva visszabillenti a hajót eredeti helyzetébe. Erre már csak azért is szükség volt, mert az északi hideg tengervizek nem igazán teszik lehetővé azt, hogy abban sokáig életben maradjon az ember.
Az inuit kajakméretek speciális mérések mentén alakultak ki. A kajakok hossza a kajakos kinyújtott karjának fesztávolságának háromszorosa volt. A hajó szélessége viszont a kajakos csípőjének mérete és kétoldalt egy-egy ökölnyi szélességűre, vagy esetenként szűkebbre volt kialakítva. Egy hagyományos, egyszemélyes kajak méretei a következők voltak: 5,2 méter hosszú, 51–56 cm széles és 18 cm mély. Ez a méretezés némileg összezavarta az első európaiakat, akik le akarták másolni a kajakokat, mivel minden kajak más és más méretű volt.

### Modernkori történet
A Nemzetközi Kajak-Kenu Szövetséget 1924. január 19-20-án alapították, Koppenhágában. 1933-tól kezdődően rendeztek világversenyeket ebben a sportágban, amin már magyar versenyzők is rajthoz álltak.
A Nyári Olimpiai Játékok története során Magyarország sportolói a kajak sportágban összesen 25 aranyérmet, 29 ezüstérmet és 26 bronzérmet szereztek. Legsikeresebb női olimpiai bajnok kajakozónk Kozák Danuta 5 aranyéremmel büszkélkedhet. Két legsikeresebb olimpiai bajnok férfi kajakozónk Kammerer Zoltán és Storcz Botond egyaránt 3 aranyérmet tudhat magáénak.

## Tervezési elvei
A kajaktervezés erősen a kompromisszumok játéka: irányíthatósági stabilitás szemben a manőverezhetőséggel, stabilitás szemben a sebességgel és elsődleges szemben a másodlagos stabilitással.

### Hossz

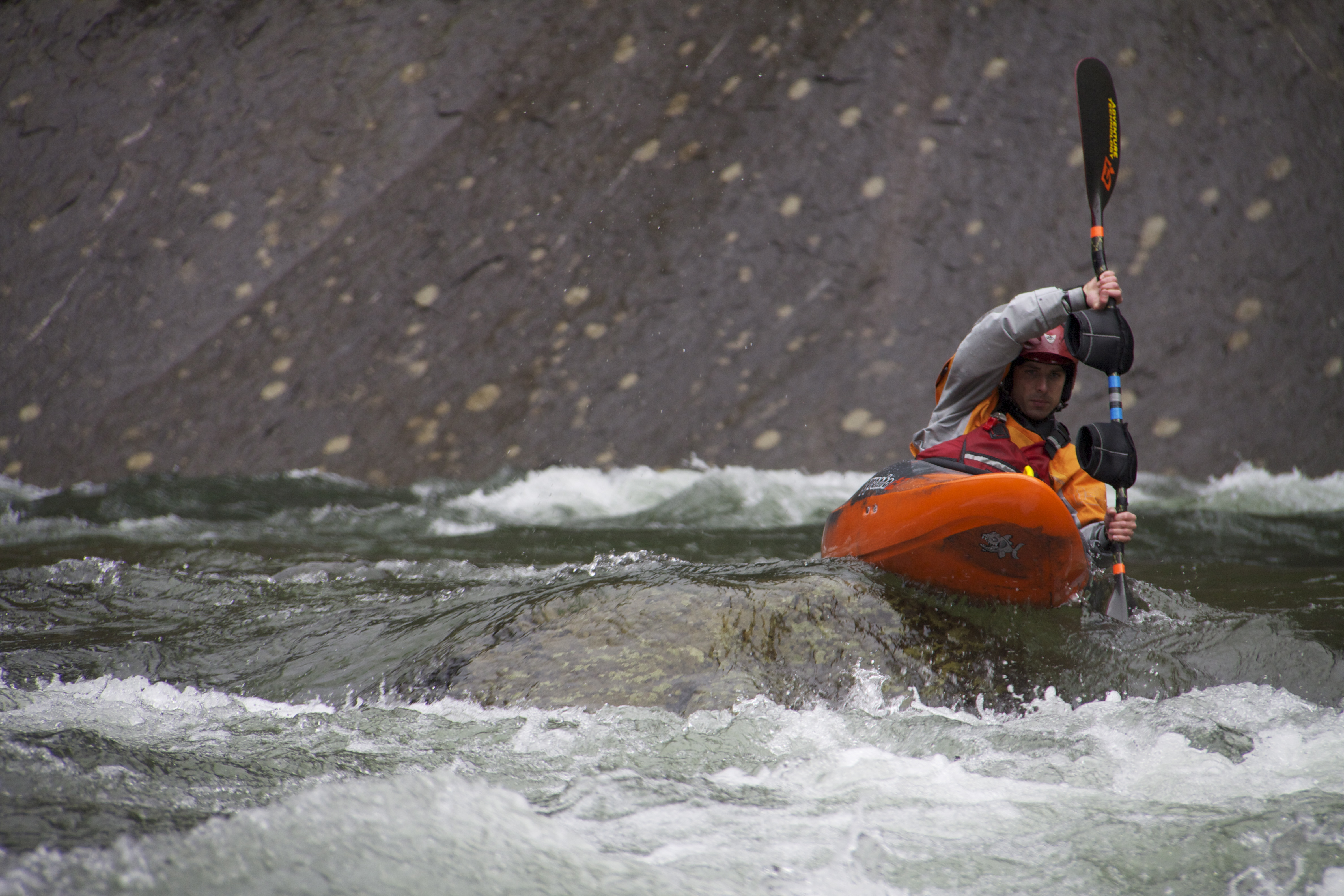
A vadvízi kajakok általában rövidebbek a könnyebb manőverezhetőség érdekében

Általános szabálynak tekinthető, hogy a hosszabb kajakok gyorsabbak is, mivel nagyobb a hajótest sebessége. Azon hajók, amelyek keskenyebbek, azoknak az elmozdulása gyorsabb, mivel kisebb az ellenállásuk és egyúttal jobbak az iránytartásban is, mint a rövidebb társaik. Ugyanakkor a hosszabb kajakokkal nehezebb a manőverezés. A különösen hosszú kajakok szállítása nehézségekbe ütközhet, illetve tárolásuk is problémásabb lehet.
Azon kajakok, amelyeket eleve hosszabb távok megtételére terveznek, azok hosszabbak is, általában 4,9–5,8 méter hosszúak.  A vadvízi kajakokat általában minél rövidebbre építik, hogy a manőverezhetőségüket maximalizálják, mivel ezen hajók erőteljesen ki vannak téve a folyóvizek szeszélyeinek. A vadvízi kajakok hossza ebből kifolyólag ritkán haladja meg a 2,4 métert. A freestyle, illetve akrobatikusabb mutatványokhoz készülő hajók hossza 1,5, illetve 1,8 méter között váltakozik a fentebb említett okok miatt.
A szabadidős kajakok hossza 2,7 és 4,3 méter között váltakozik, mivel a gyártók ezeknél a típusoknál nem a gyorsaságot, hanem a stabilitást helyezik előtérbe.

### Elsődleges és másodlagos stabilitás
Az elsődleges stabilitás, mely a hajó normál siklási helyzetében érezhető, a sík fenekű hajótest esetében a legjobb. De csak sík, nyugodt, csendes vízfelületen. Hullámos, tengeri körülmények között más, a V aljkialakítás ad nagyobb stabilitást.
Másodlagos stabilitásnak azt nevezzük, ha a hajótest kimozdul oldal irányban az elsődleges stabilitási helyzetéből. Ez egy megfelelő ívelés (palánkolás) esetében adhat jó értéket.
A V alj instabilitáshoz vezethet, ami hosszabb tanulást igényel. Vannak olyan túra, tengeri kajakok, melyek bár (tört) V aljkialakítással rendelkeznek az elsődleges- és a másodlagos stabilitásuk nagyon jó.

Versenykajakok esetében a test alakja U-hoz, vagy lekerekített aljú V-hez hasonlít. Ez a testforma adja a legnagyobb instabilitást.

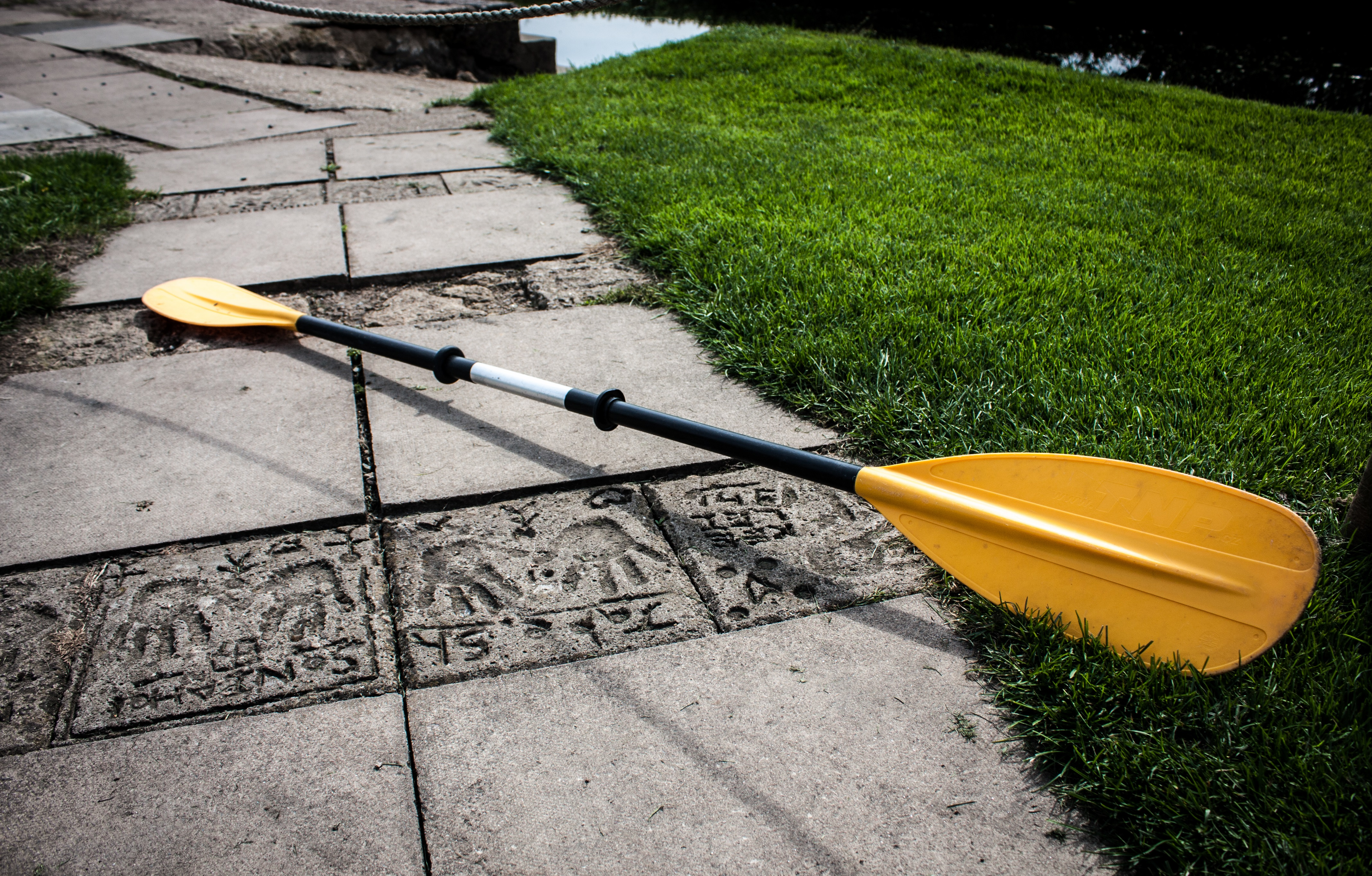
Forgatott kajakevező

### Evező
A kajakevező mindkét végén van toll. A kajakevező lehet egyenes-, vagy forgatott tollú. Az egyenes evező tollai egymással egy síkban helyezkednek el, míg a forgatott evező tollai egymáshoz képest 45°-ot, 90°-ot, vagy más szöget zárnak be. Bizonyos evezőtípusoknál a toll elforgatását annak használója is meg tudja oldani a nyél közepén lévő skála segítségével, míg a fix tollú evezőknél erre nincs lehetőség. Kivitel szerint lehet jobbkezes vagy balkezes evező. Jobbos evező az, amelyiket magunk elé állítva alsó tollának homorú része felénk néz, míg felső tolla jobb irányba. A kajakevezők többsége jobbos, mivel a jobbkezesek többségben vannak a társadalmon belül. Az evező hossza fontos annak használata során. Ideális hosszának megállapításához magunk elé kell állítani és, ha kinyújtott karunkkal ujjaink felső perceit még rá tudjuk tenni a toll tetejére, akkor megfelelő a hossza.

## Típusai

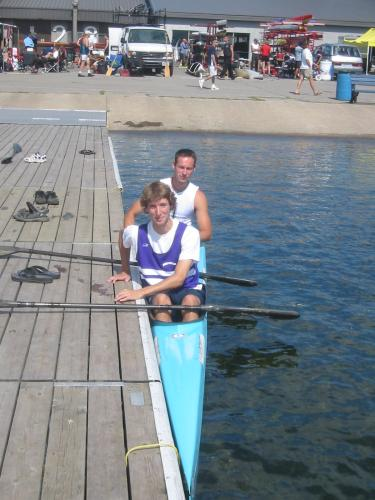
Tipikus K2-es, Kanadai Bajnokság, 2005

A modern kajakok használatuk szerint lehetnek tengeri, vadvízi, szörf-, verseny-, póló-, szlalom-, valamint szabadidős kajakok. A kajak szót gyakran használják – helytelenül – olyan hajók megnevezésére, melyeket nem a régi kajak alapján terveztek, hanem más, hordszárnyakkal ellátott vitorlások alapján.

### Szabadidős kajakok
A szabadidős kajakokat olyanok számára készítik, akik ritkán, szabadidős céllal eveznek, vagy például egyéb tevékenységeket (fotózás, horgászat) is szeretnének űzni, viszonylag békésebb vizeken, tavakon, kis sodrású folyószakaszokon, védett tengeri öblökben. Ezek a típusok jelentős részét képviselik az eladott kajakoknak. A szabadidős kajakoknak nagyobb a beülő részük a könnyebb be-, illetve kiszállás elősegítése céljából, emiatt szélesebbek is, általában 69 és 91 cm közötti szélességűek. Szélességük miatt kevésbé borulékonyak, azaz stabilabbak is a vízen, viszont a sebességük is alacsonyabb. Általában kevesebb mint 4 méter hosszúak, és csak kisebb tárolókapacitással rendelkeznek. A tengeren azonban korlátozottan használhatóak, kizárólag partközelben. Ezek egyik ismert fajtái a ráülős (sit-on-top) kajakok, melyek esetében a kajakost nem védi fedélzet.

### Tengeri kajak

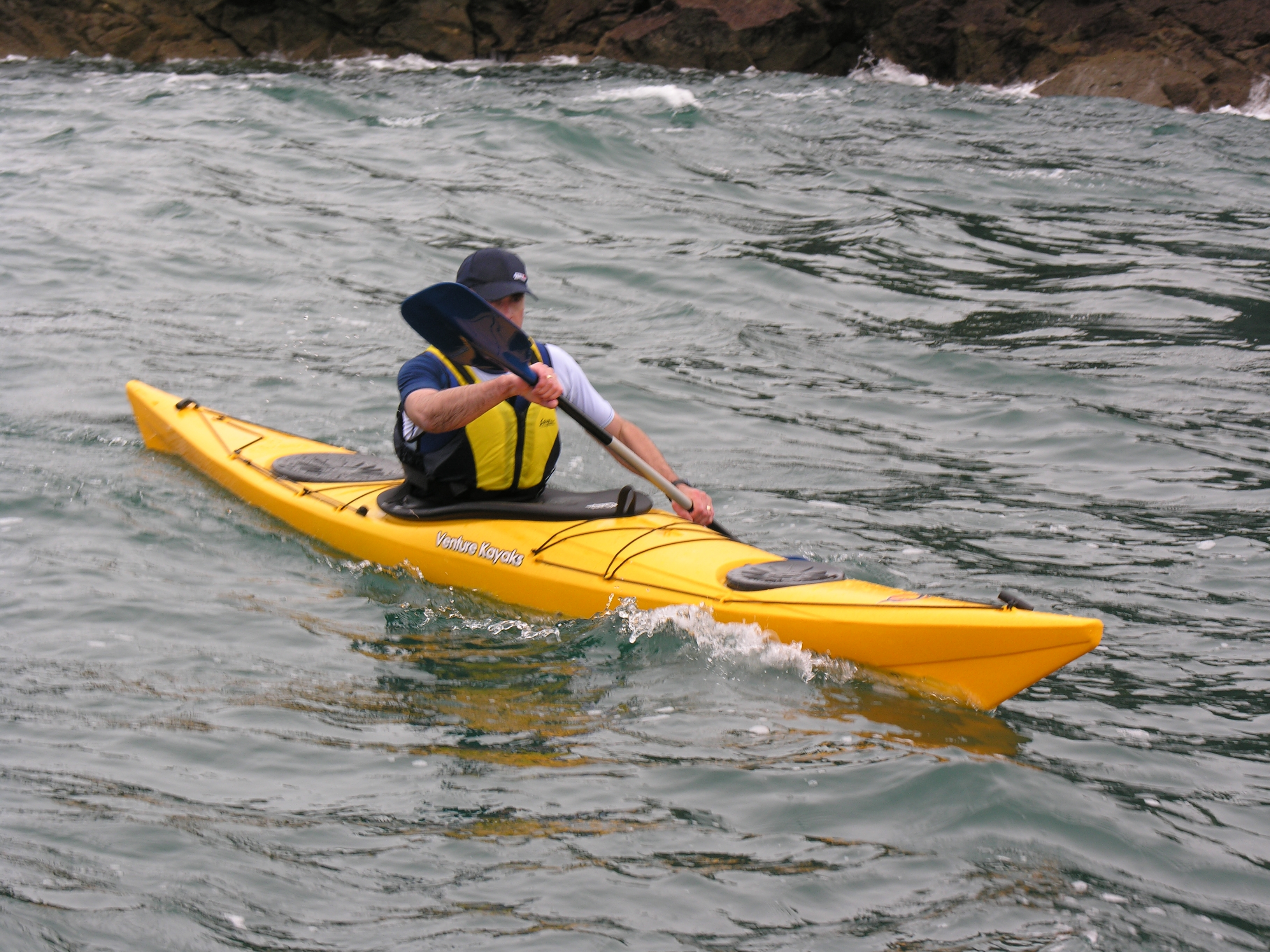
Modern tengeri kajak Walesben

A tengeri kajakok kialakítása egy, kettő vagy három főre tervezett kialakításúak lehetnek. A legtöbb esetben a gyártók a manőverezhetőséget, a tárolókapacitást, a stabilitást, illetve a tengeri hullámokhoz való alkalmazkodóképességet veszik figyelembe. A tengeri kajakokon belül megkülönböztethetünk vászonborítású, ráülős, vagy szabadidős változatokat is.
A tengeri kajakok, bár eredetileg a hagyományos kajakokból eredeztethetők, ugyanakkor napjainkban már változatos alapanyagokból készülhetnek. A tengeri kajakokon elhelyezhetnek mozgatható, illetve rögzített kormánylapátot is. A modern kajakok már több rekesszel is rendelkeznek.

### Gyorsasági (síkvízi) kajak
- hossza: K1: 520 cm, K2: 650 cm, K4: 1100 cm
- szélessége: típustól függ
- tömege: K1: maraton: 10 kg, síkvízi: 12 kg; K2: maraton: 12 kg, síkvízi: 18 kg; K4: maraton: 30 kg, síkvízi: 30 kg

Versenykajak fajtái: MK1, MK2, MK4, K1, K2, K4.

### Felfújható kajak
Azoknak a felhasználóknak jelentenek megoldást a felfújható kajakok, akiknek a szállítás és/vagy a tárolás problémát jelentene egy merev testű kajak esetében. Négy alapvető változatuk létezik. 
Textil (erős, vászon) borítású, felfújható tömlőjű kajakok. Ezek a legolcsóbbak, egy komplett felszerelés kb. 20 kg lehet, egy nagyobb hátizsákban fér el a csomag. Nagy stabilitással, viszonylag alacsony sebességgel rendelkezik. Az evezés után szárítani kell az ilyen kajakokat.
Külső borítás nélküli kajakok. A felfújható tömlőkön nincs külön védő borítás, hanem maga az anyag készül valamilyen nagy ellenállású megoldással. Az előbbinél kisebb tömegű, és csomagméretű kajak lesz az eredmény, viszont ennek magasabb a beszerzési ára. Ezeket a kajakokat használat után elég szárazra törölni, nem kell külön szárítani őket.
Dropstitch (néhol Dropstich-nek írják) (DS) technológiával készült nagynyomású kajakok. A SUP-ok gyártásánál megismert technológiával készült kajakok, melyek a merevfalú társaik menettulajdonságával, stabilitásával rendelkeznek. Ezeket is elég szárazra törölni használat után. Csomagméretük szintén a nagyobban közé tartoznak, áruk a két előbbi társ közé esik.
Packraft kajakok. Ezt a változatot azok a felhasználók keresik, akiknél kiemelt szempont a legkisebb csomagméret és súly. Egyes ilyen kajakok kevesebb, mint 3 kg-ot nyomnak, és egy 15 l-es táskába is beférnek. Az árukban is megmutatkozik a különlegességük. A stabilitásuk jó, a sebességük ezeknek a legalacsonyabb. 
Léteznek hibrid technológiával gyártott, kajakok, melyeknek pl. csak az alja DS megoldású. 

### Skin-on-frame kajak
A skin-on-frame megoldás esetében egy alumínium vagy fa vázra valamilyen szövetet húznak. Ez a szövet vagy eredetileg vízálló, vagy a készítés során kell azzá tenni. Léteznek szétszedhető változatok, de vannak olyanok is, melyek az elkészültük után merev társaikhoz hasonló tárolást, szállítást igényelnek. A klasszikus inuit változatok ezzel a megoldással készültek, uszadékfából és állatbőrökből, ma már természetesen modernebb anyagokat használnak ezek elkészítéséhez.

### Különlegességek és hibridek
Origami kajakok. Általában ellenálló műanyagból készülnek az origami szerűen hajtogatható kajakok. Jellemzően nagyon könnyűek, elcsomagolva egy vékonyabb, kb. 60-70 cm x 100-120 cm-es lapot kapunk.
Szétszedhető (modul) kajakok. Speciális kialakításuknak köszönhetően csapok és csavarok segítségével rakhatók össze, vagy szedhetők szét ezek a változatok. Áruk a különlegességükhöz mérten magas. Jellemzően ellenálló PE anyagból készülnek. További különlegességük, hogy plusz beülőszakasz, modul segítségével akár kétszemélyessé is tehetőek ezek a kajakok. A legjobb megoldások moduljai önmagukba rakva igazán minimális helyet foglalnak.
A fenti változatok szintén azoknak a vásárlóknak jelentenek megoldást, akiknél a szállítás és/vagy a tárolás problémát jelentene. 

## Piaca
Manapság majdnem minden kajak kereskedelmi forgalomban készül, mintsem saját használója építené. Közülük majdnem minden harmadik ráülős, vagyis van benne egy evezősdeszka, üléssel felszerelve.
Piaci méretét tekintve a legnagyobb volumene Észak-Amerikában van ennek a hajótípusnak, Európa a második legnagyobb piaccal rendelkezik, míg Délkelet-Ázsia, Kelet-Ázsia és Óceánia tekintetében Dél-Korea és Ausztrália a két legnagyobb felvevője a kajakoknak, mögöttük pedig szintén jelentős piaccal bír még: Indonézia, Hongkong, Tajvan, Thaiföld és Szingapúr is. Európában a két legnagyobb piacot Franciaország és Németország képviseli. A 2017 és 2021 közti időszakra globális átlagban 3,5 százalékos bővülésre számítanak a kajakok értékesítéseit tekintve a szakértők.

## Hatása a szervezetre

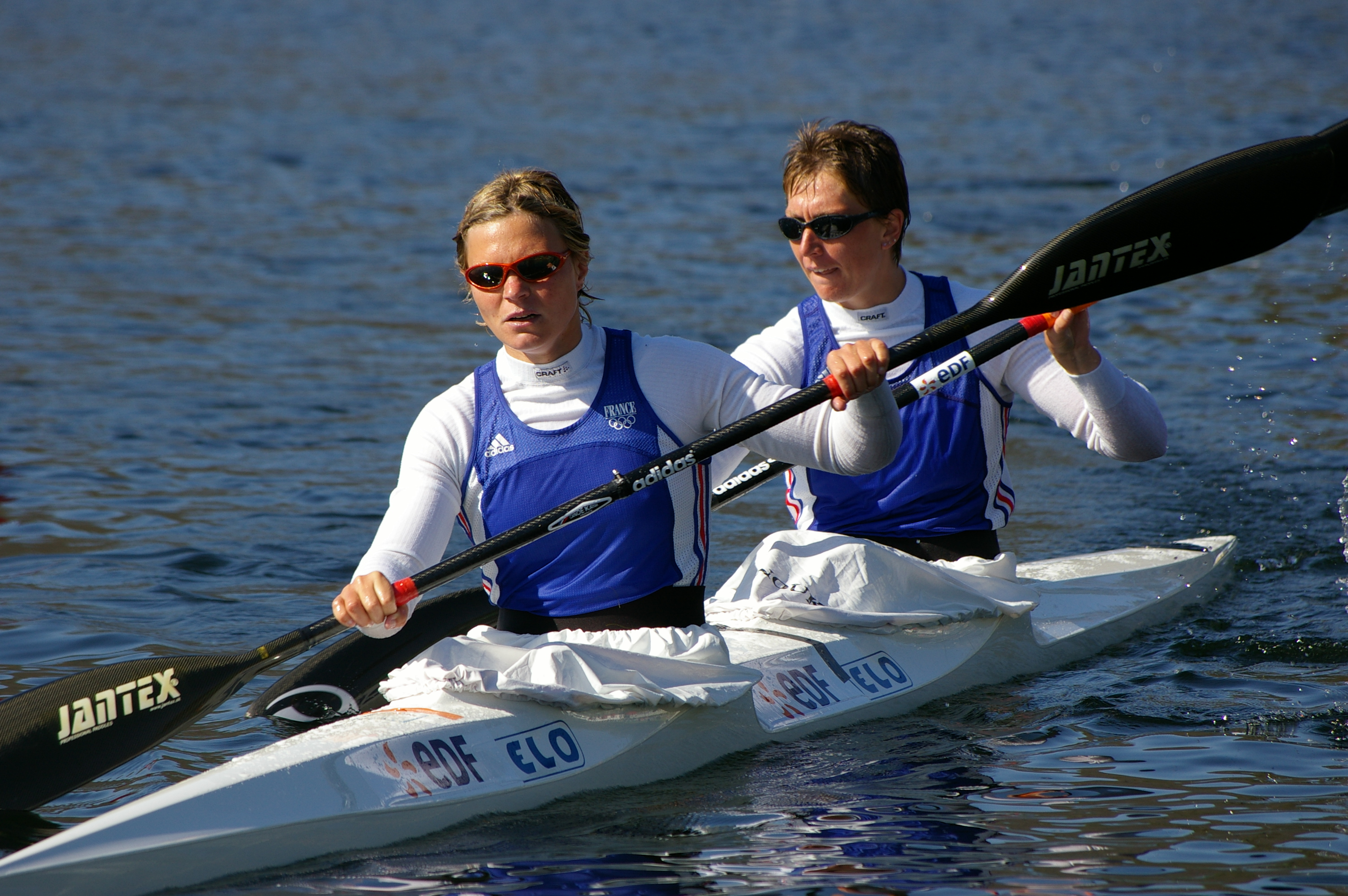
Spriccdekkel ellátott versenykajak, kétszemélyes beülővel

A kajakozás, mint minden sport, több szempontból is jó hatással van az emberi szervezetre. Elsődlegesen javítja az állóképességet, az erőnlétet, fokozza a koncentrációképességet, javítja az ember közérzetét. A szabadtéri sportolás során a napsugárzás hatására a szervezet elkezdi a D-vitamint termelni. A rendszeresen végzett kajakozás a megfelelő étrend mellett elősegítheti a testsúly csökkenését. A kajakozás hozzájárul a szív- és érrendszer betegségeinek megelőzéséhez, mivel az intenzív testmozgás hatására csökken az alacsony sűrűségű lipoprotein (LDL) szintje a vérben. Kajakozás közben – akárcsak más testmozgások során – dopamin, endorfinok, illetve szerotonin szabadul fel, melyek hatására jó közérzet alakul ki a szervezetben. A kajakozás segíthet a stressz szintjének csökkentésében is.
Evezés során a vállizmok (a deltaizom, a nagy görgetegizom, a lapocka alatti izom és a rotátorköpeny többi izmai), a kar izmai (a kétfejű karizom, a háromfejű karizom), a hátizmok (a széles hátizom, a nagy rombuszizom, a kis rombuszizom és a lapockaemelő izom), a mellizmok (a nagy mellizom, a kis mellizom), a hasizmok , de még a láb és a törzs izmai is részt vesznek a munkában. Ezen kívül az evezőlapát használata közben a csukló és az alkar izmai is dolgoznak.

## Előnyei és hátrányai
A kajak előnye, hogy viszonylag kis súlyú, így szállítása könnyebben megoldható. Mivel nem merül a hajótest mélyre a vízben, ezért a legtöbb helyen lehet használni a kajakokat (első sorban a kijelölt túraútvonalakon belül). Amennyiben a hajó dekkjét, azaz fedélzetét spriccdekkel, azaz spricóval, hullámköténnyel is ellátják, úgy a hajótest belseje és az ott elhelyezett csomagok nem áznak át esős idő esetén. A modern, műanyag hajótestekbe napjainkban több vízhatlanul zárható rekeszt is beépítenek a gyártók részben a tárolókapacitás növelése, de legfőképpen a hajótest stabilitása és úszóképességének fenntartása miatt. Az áramvonalas kivitelezésnek köszönhetően a kajakok többnyire jól viselik a szeles időt és a hullámzást. Ennek ellenére viharos időben tilos kajakozni.
Hátránya lehet hosszú távon a statikus üléspóz, amely izommerevséget és fáradtságot okozhat. Nagyobb mennyiségű csomag szállítása jelentősen befolyásolhatja a hajó által végezhető manővereket és az elérhető sebesség mértékét lecsökkentheti.

## Fordítás
- Ez a szócikk részben vagy egészben  a   Kayak című angol Wikipédia-szócikk fordításán alapul.  Az eredeti cikk szerkesztőit annak laptörténete sorolja fel. Ez a jelzés csupán a megfogalmazás eredetét és a szerzői jogokat jelzi, nem szolgál a cikkben szereplő információk forrásmegjelöléseként.